# Ypsolophidae
Die Ypsolophidae sind eine Familie der Schmetterlinge (Lepidoptera).

## Merkmale
Die Arten dieser Familie haben verwachsene oder nur auf kurzem Stück getrennte Flügeladern Rs und M1, gut entwickelte Augen (Ocelli) und die Weibchen haben sehr lange Apophysen (sklerotisierte Fortsätze am Hinterleib, an denen die Muskeln ansetzen).
Die, wie bei allen Schmetterlingen aus Hautausstülpungen bestehenden Brustbeinpaare der Raupen haben, wenn überhaupt, nur eine Reihe von Häkchen.
Die Puppen haben keine Haken am Ende des Hinterleibs, mit denen sie an einer gesponnenen Basis hängen können.

### Merkmale der Geschlechtsorgane
Das dorsale Segment des männlichen Genitalrings (Tegumen), besteht am Ende aus zwei deutlichen Lappen. Die Membran, die das männliche Geschlechtsorgan umgibt und trägt (Anellus), ist röhrenförmig und stachelig ausgebildet und auf dem Aedeagus befinden sich zwei Gruppen von Stacheln (Cornuti).
Der stacheligen Fortsatz (Signum) an der Spermakammer (Corpus bursae) des Weibchens, in der das Sperma des Männchens gelagert wird, besteht aus einer langgezogenen Platte mit zwei längs verlaufenden Erhöhungen. Der Ausgang des Ductus seminalis am Schlauch, der die weiblichen Geschlechtsöffnung (Ostium), mit der Spermakammer verbindet (Ductus bursae), ist nahe der weiblichen Geschlechtsöffnung gelegen.

## Vorkommen
Die Familie kommt in der gesamten Paläarktis und im Nordwesten Indiens vor. Daneben wurden Arten in Nordamerika eingeschleppt.

## Systematik
Die Familie der Ypsolophidae ist im deutschsprachigen Raum (D-CH-A) mit 22 Arten vertreten. In ganz Europa kommen sie mit 43 Arten vor. Sie besteht aus zwei Unterfamilien, Ypsolophinae und Ochsenheimeriinae, die sehr nahe miteinander verwandt sind. Früher wurden zu den Ypsolophinae die sehr ähnlichen Arten der Familie der Plutellidae dazugezählt. Die Unterfamilie der Ochsenheimeriinae wiederum wurde zur Familie der Wickler (Tineoidae) gezählt. Im Allgemeinen ist aber die taxonomische Einteilung dieser Unterfamilien beziehungsweise Familien noch nicht sicher erforscht.

### Unterfamilie Ypsolophinae
- Phrealcia eximiella (Rebel, 1899) A, CH
- Ypsolopha alpella (Denis & Schiffermüller, 1775) A, CH, D
- Ypsolopha asperella (Linnaeus, 1761) A, CH, D
- Ypsolopha coriacella (Herrich-Schäffer, 1855) A, CH
- Ypsolopha dentella (Fabricius, 1775) A, CH, D
- Ypsolopha falcella (Denis & Schiffermüller, 1775) A, CH, D
- Ypsolopha horridella (Tritschke, 1835) A, CH, D
- Ypsolopha instabilella (Mann, 1866) CH
- Ypsolopha lucella (Fabricius, 1775) A, CH, D
- Ypsolopha mucronella (Scopoli, 1763) A, CH, D
- Ypsolopha nemorella (Linnaeus, 1758) A, CH, D
- Ypsolopha parenthesella (Linnaeus, 1761) A, CH, D
- Ypsolopha persicella (Fabricius, 1787) A, CH, D
- Ypsolopha scabrella (Linnaeus, 1761) A, CH, D
- Ypsolopha sequella (Clerck, 1759) A, CH, D
- Ypsolopha sylvella (Linnaeus, 1767) A, CH, D
- Ypsolopha ustella (Clerck, 1759) A, CH, D
- Ypsolopha vittella (Linnaeus, 1758) A, CH, D

### Unterfamilie Ochsenheimeriinae
- Ochsenheimeria glabratella Müller-Rutz, 1914 A, CH
- Ochsenheimeria taurella (Denis & Schiffermüller, 1775) A, CH, D
- Ochsenheimeria urella Fischer v. Röslerstamm, 1842 A, CH, D
- Ochsenheimeria vacculella Fischer v. Röslerstamm, 1842 A, CH, D